# Sarcofaag van de triomf van Bacchus
De sarcofaag van de triomf van Bacchus (Frans: sarcophage du triomphe de Bacchus) is een Romeinse sarcofaag uit de eerste helft van de derde eeuw. Hij werd in 1824 gevonden in Lyon en maakt deel uit van de collectie van het museum Lugdunum in die stad.

## Geschiedenis
De sarcofaag werd in 1824 ontdekt op de heuvel Saint-Just in Lyon, tijdens het graven voor de funderingen van de kerk Saint-Irénée. Deze kerk ligt ten westen van de Romeinse stad Lugdunum, op de plek van een necropolis. De sarcofaag werd gevonden op een diepte van ongeveer vier meter, tussen de trap van de kerk en een aangrenzend huis. Wegens geldgebrek werd hij op zijn plaats gelaten en herbegraven. In 1845 werd hij, op aandringen van Ambroise Comarmond, opnieuw opgegraven en overgebracht naar het Musée lapidaire. Later werd het kunstwerk verplaatst naar het museum Lugdunum.
De stijl en hoge kwaliteit van de reliëfs en de keuze van de triomf van Bacchus als onderwerp suggereren dat de sarcofaag afkomstig is uit een Romeinse werkplaats en mogelijk dateert uit het begin van de derde eeuw, uit de regeerperiodes van keizer Caracalla en zijn directe opvolgers.

## Voorstelling
Op de voorzijde van de sarcofaag is de mythologische scène van Bacchus' triomf in India afgebeeld. De god Pan, die achterom kijken en een nebris draagt, neemt een centrale plaats in. Tussen zijn benen staat een jonge versie van de god. Dit jongetje bespeelt een panfluit en heeft een lagobolon (een stok die gebruikt wordt bij de hazenjacht) in zijn handen.
Aan weerszijden van Pan staat een groep van zes figuren. Het geheel doet denken aan de processies die legeraanvoerders na een succesvolle veldtocht kregen bij thuiskomst in Rome. Links op het reliëf staat Bacchus in zijn triomfwagen, versierd met acanthusbladeren en getrokken door twee panters met kinderen op hun rug. Op zijn hoofd draagt hij een kroon van klimop en wijnranken. Hij houdt de thyrsus in zijn rechterhand en draagt een vrouwenchiton met een gordel om zijn middel. Hij wordt gekroond door Victoria, de godin van de overwinning, die achter hem staat en een palm in haar linkerhand houdt. Rechts van Bacchus zit Ariadne, gekroond met bladeren. Haar lichaam wordt gedeeltelijk verborgen door een bacchante.
De exotische figuren aan de rechterkant illustreren Bacchus' triomf in India. Er zijn gevangenen afgebeeld met een korte tuniek  en gevlochten kapsels. Een van hen rijdt op een olifant wiens hoofd met bloemen getooid is. Het lichaam van het dier is bedekt met een net en om zijn nek draagt hij een bel. Tussen de voorpoten van de olifant is een leeuw te zien en achter hem een kameel. De tweede gevangene rijdt op een giraffe. Helemaal rechts staat Hercules met zijn leeuwenvel. Hij probeert een nimf te benaderen die haar rechterhand op zijn schouder legt. Hij lijkt dronken te zijn, een link met de Bacchus-cultus, en wordt ondersteund door een satyr. In de rechterbovenhoek ligt een herder tussen twee geiten, vergezeld door een genius loci. De ruimte tussen de hoofdfiguren wordt ingenomen door kleinere elementen, zoals hurkende geiten.  
De korte zijden van de sarcofaag zijn in basreliëf uitgevoerd. Aan de linkerkant is een lachende Pan of satyr afgebeeld die een lagobolon en een fluit vasthoudt. Tussen zijn benen staat een stenen vat waaruit een slang omhoog kronkelt. Vooraan loopt een bacchante die op een tamboerijn speelt. Aan de rechterkant staat een satyr achter een bacchante die een lier bespeelt voor een altaar met slingers van vruchten en dennenappels.

## Afbeeldingen

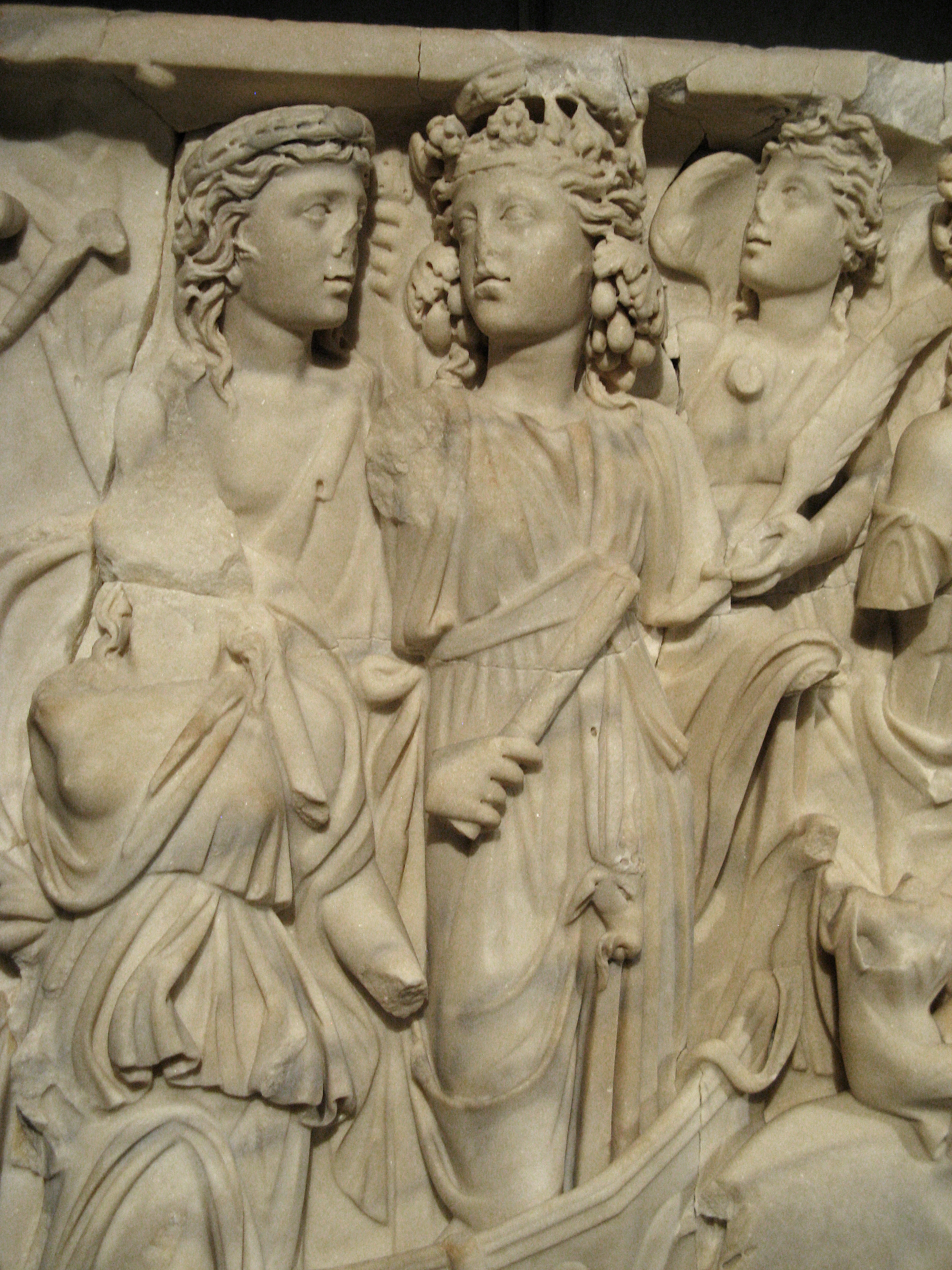
Detail
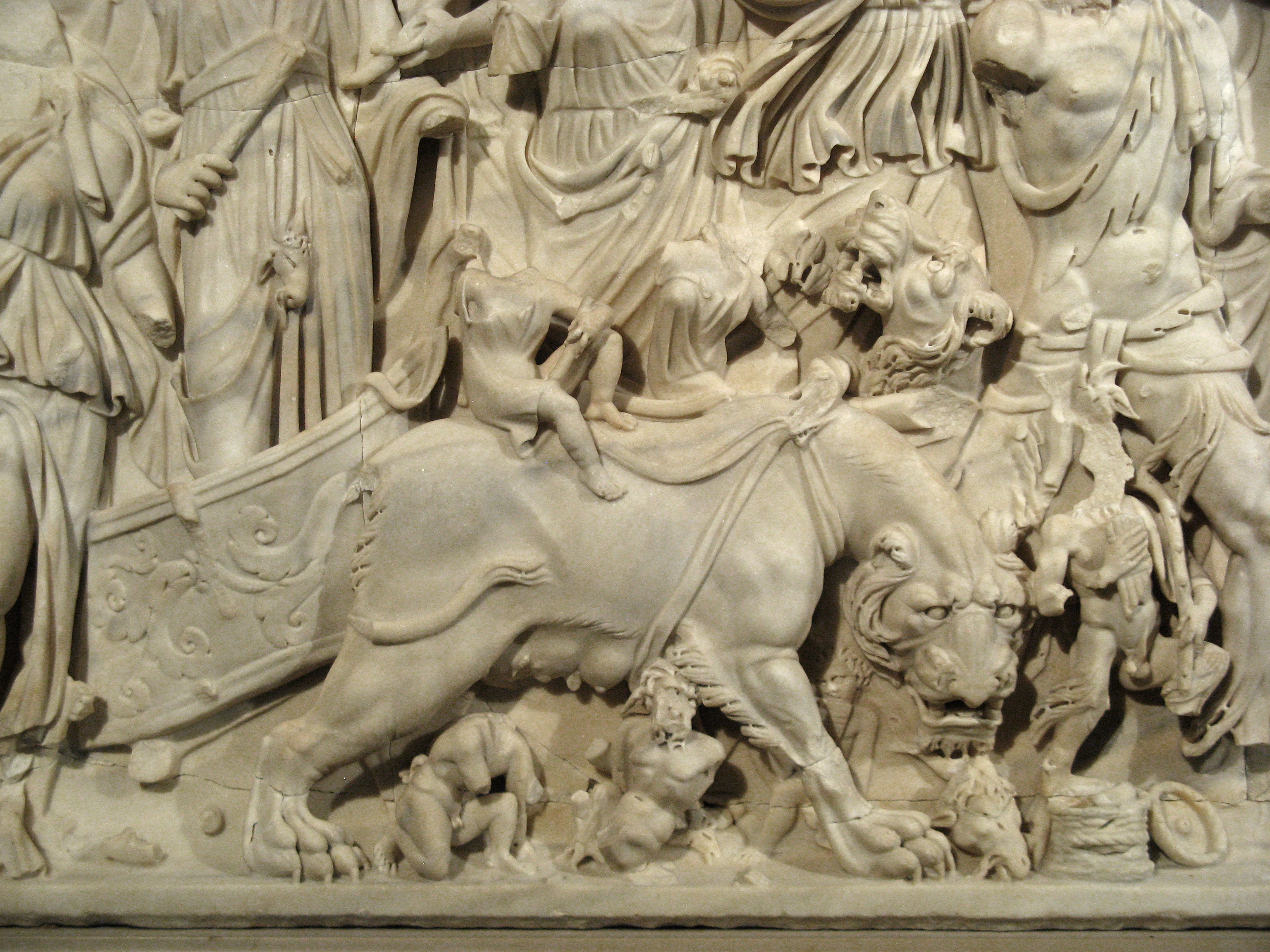
Detail
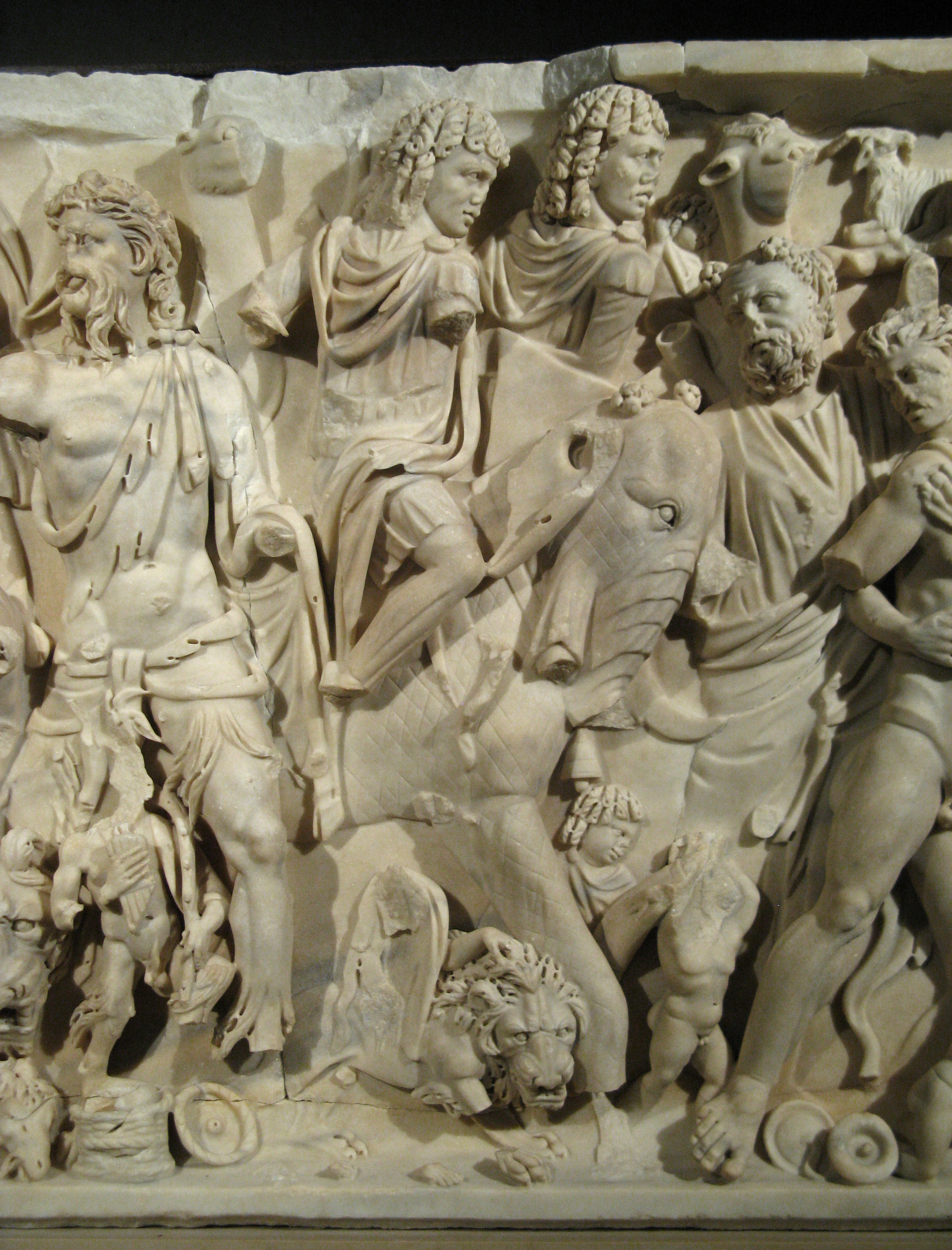
Detail
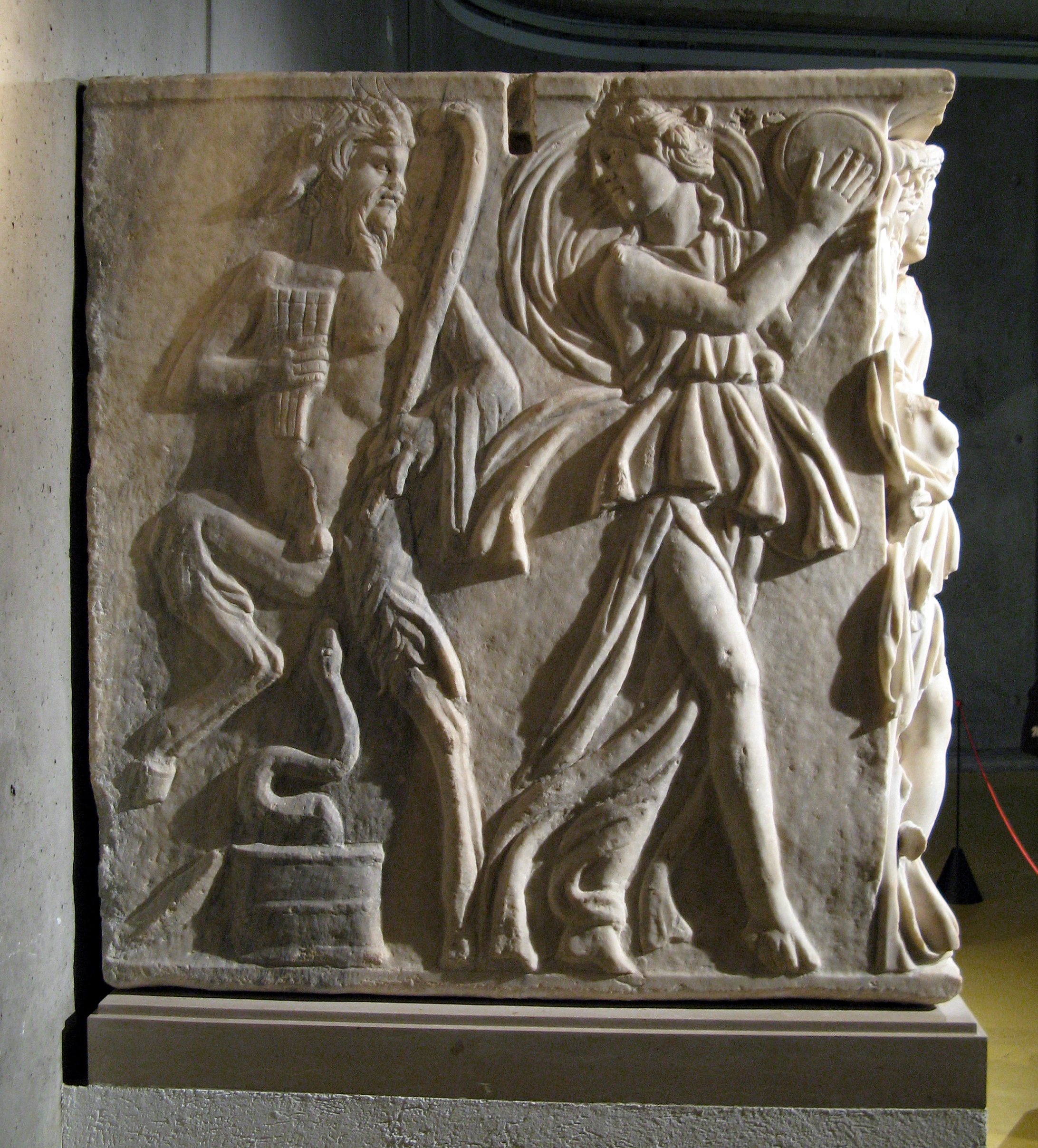
Linker zijkant
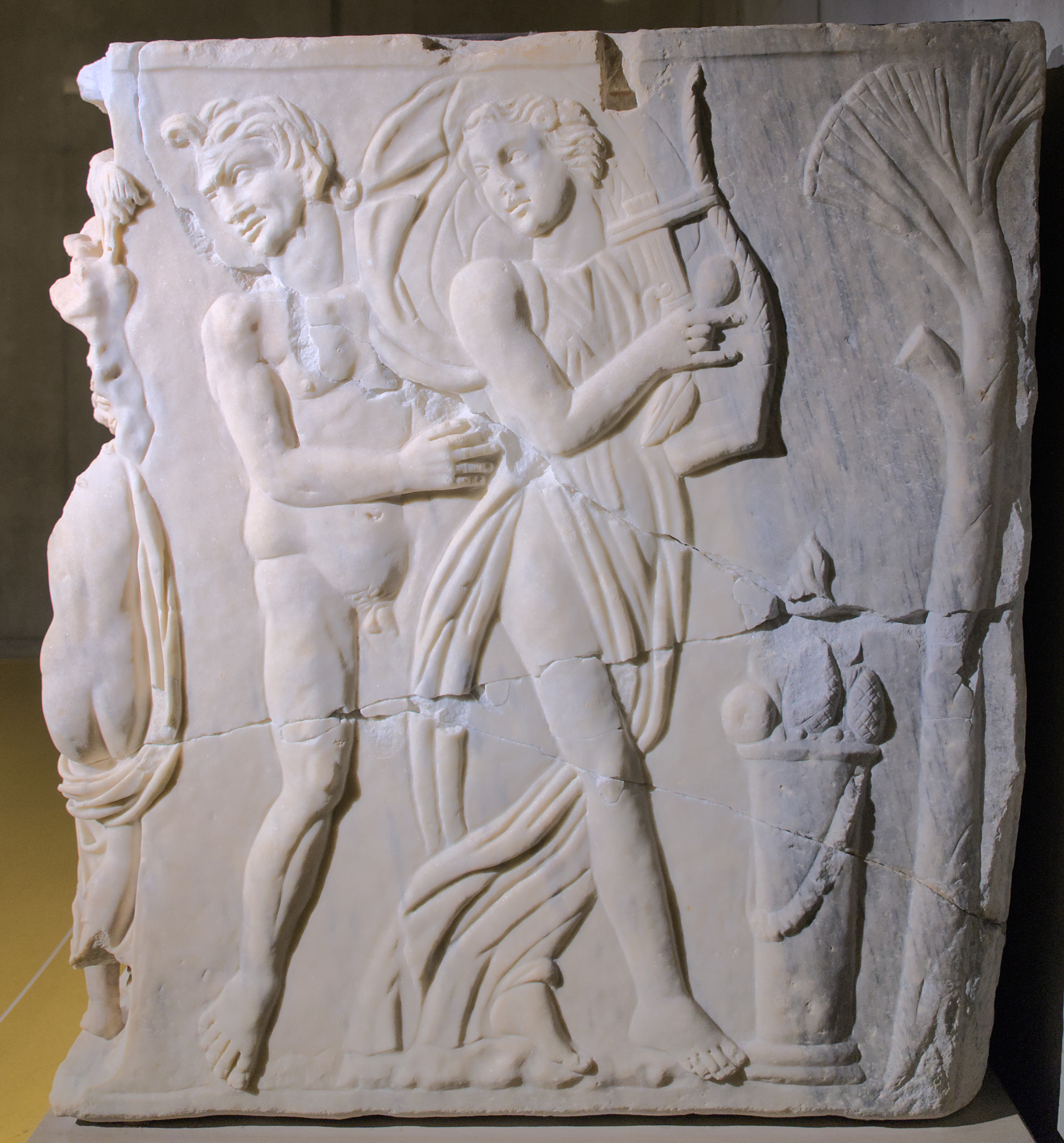
Rechter zijkant